# Hermann Baranowski
Hermann Baranowski (* 11. Juni 1884 in Schwerin; † 5. Februar 1940 in Aue) war erst Schutzhaftlagerführer, dann Lagerkommandant zweier deutscher Konzentrationslager während der Zeit des Nationalsozialismus.

## Leben
Hermann Baranowskis Vater war Brauereiarbeiter. Nach acht Jahren Volks- und Mittelschule verpflichtete sich Hermann Baranowski 1900 bei der Kaiserlichen Marine. Anfänglich Schiffsjunge, wurde er 1912 zum Deckoffizier und 1916 zum Oberdeckoffizier befördert. Im Ersten Weltkrieg war Baranowski beim Stab des I. Geschwaders; er wurde mit dem Eisernen Kreuz beider Klassen ausgezeichnet. Nach Kriegsende diente er bei der IX. Minensuch-Halbflottille. Am 30. September 1920 wurde er als Leutnant zur See a. D. verabschiedet; Hintergrund war die Reduzierung der Truppenstärke des Deutschen Reiches auf Grund des Versailler Vertrages.
Nach der langen Zeit beim Militär tat sich Baranowski im Zivilleben offenbar schwer: Zuerst fand er eine Anstellung im Büro eines metallverarbeitenden Betriebs in Kiel, später in Hamburg in einem Lebensmittelladen.
| Baranowskis SS-Ränge   | Ernennung         |
| ---------------------- | ----------------- |
| SS-Sturmführer         | 30. Januar 1933   |
| SS-Sturmhauptführer    | 12. Juni 1933     |
| SS-Sturmbannführer     | 3. September 1933 |
| SS-Obersturmbannführer | 20. April 1934    |
| SS-Standartenführer    | 30. Januar 1935   |
| SS-Oberführer          | 9. November 1938  |

1930 sah Baranowski Hitler auf einer Veranstaltung in Hamburg, trat zum 1. Oktober 1930 in die NSDAP (Mitgliedsnummer 345.321) und im Dezember 1931 auch in die SS ein (SS-Nummer 24.009). In der SS wurde er mehrfach befördert, eine Beurteilung vom 12. August 1933 bescheinigte: „Etwas Querkopf, aber unbedingt zuverlässig und treu. Der Vater seines Sturmbannes! Zur Beförderung geeignet“. Zuletzt war er Führer der 4. SS-Standarte in Altona. In dieser Funktion wurde er am 1. März 1936 abgelöst, möglicherweise wegen eines persönlichen Streits.
Baranowski wurde den SS-Totenkopfverbänden zugeordnet und übernahm im April 1936 als Kommandant das KZ Lichtenburg. Hier kam es offenbar zu Auseinandersetzungen zwischen Baranowski und Mitgliedern der dortigen Wachmannschaft. Theodor Eicke, der Inspekteur der Konzentrationslager, urteilte über Baranowski:

„Sein übertriebener Ehrgeiz gibt fortgesetzt zu Reibungen und Auseinandersetzungen mit der SS-Truppe Anlaß. […] Belehrungen mußten sich als zwecklos erweisen, weil das Verhalten des SS-Standartenführers Baranowski auf einen krankhaften Ehrgeiz zurückzuführen ist. Der gute Wille ist B. nicht abzusprechen, jedoch besitzt er nicht das nötige Fingerspitzengefühl […].“

Zum 1. November 1936 wurde er als „Schutzhaftlagerführer“ in das KZ Dachau versetzt. In dieser Position gab es keine Berührungspunkte mit der Wachtruppe mehr; Baranowski war für den „Betrieb“ des Lagers, seine innere Ordnung und den Tagesablauf mit den Appellen und damit für die Haftbedingungen zuständig.
Im Jahre 1936 schloss Baranowskis Tochter Charlotte die Ehe mit Paul Werner Hoppe, der später Kommandant der Konzentrationslager Stutthof und Wöbbelin wurde.
Am  1. März 1938 wechselte Hermann Baranowski vom KZ Dachau in das KZ Sachsenhausen, wo er zunächst ebenfalls die Position des „Schutzhaftlagerführers“ innehatte und am 1. Mai 1938 der dortige Lagerkommandant wurde. Im September 1939 wurde er zunächst von Walter Eisfeld abgelöst, dem am 1. April 1940 Hans Loritz folgte. Auf sein Betreiben wurde der im KZ Sachsenhausen inhaftierte Zeuge Jehovas August Dickmann wegen angeblicher Kriegsdienstverweigerung am 15. September 1939 ohne vorherigen Prozess öffentlich hingerichtet.
Sein Adjutant in Sachsenhausen, der spätere Auschwitz-Kommandant Rudolf Höß, äußerte sich nach Kriegsende wie folgt über Baranowski:

„Als uralter SS-Führer und Nationalsozialist wurde er mir zum Vorbild. […] Auch er hatte Momente, in denen seine Gutmütigkeit, sein weiches Herz klar zu Tage traten, und doch war er hart und unerbittlich streng in allen Dienstangelegenheiten. So hielt er mir stets vor Augen, wie das in der SS geforderte harte ‚Muß‘ alle weichen Regungen zum Schweigen bringen mußte.“

Baranowski starb im Februar 1940 nach längerer Krankheit. Sein Grab befindet sich auf dem Friedhof Ohlsdorf in Hamburg. Der Grabstein wurde entfernt.